# صناعات الإلكترونيات الإيرانية
إيران الصناعات الالكترونية أو الصناعات التكاملية إلكترونيات  (IEI) (الفارسي : صنایع الکترونیک ایران ) (وتعرف أيضا باسم صایران) وهي المملوكة للدولة الإيرانية وتحديدا وزارة الدفاع . إنها منظمة متنوعة مع عمليات في مجال الإلكترونيات والبصريات والبصريات الكهربائية والاتصالات والكمبيوتر وأشباه الموصلات.   